# Martin Nilsson (lärare)
Karl Gustav Martin Nilsson, född 13 oktober 1976 i Halmstad, är en svensk lärare och minnesatlet.
Martin Nilsson arbetar som lärare vid Katedralskolan i Lund, där han driver  Sveriges första kurs i minnesteknik på en gymnasieskola.
År 2019 vann Martin Nilsson SM-guld i minne, 2018 tog han silver och 2017 blev Nilsson bronsmedaljör vid SM i minne. Dessutom deltog han 2018 för första gången i EM och VM. Vid EM i Köpenhamn slutade han på 7:e plats och vid VM i Wien slutade han på 10:e plats. På VM memorerade Nilsson 11 kortlekar och 1060 siffror på en timme.
Den 5 oktober 2019 klarade Martin Nilsson av att slutföra Pi Matrix, något bara en handfull personer lyckats med tidigare  Pi Matrix-utmaningen kallas också för ”Minnestestens Mount Everest”.
Nilsson klarade utmaningen på 14 minuter och 33 sekunder, ett nytt världsrekord mer än 2 minuter snabbare än det tidigare världsrekordet.
Deltagaren i Pi Matrix behöver inte bara kunna den faktiska ordningen av de första 10 000 decimalerna av Pi, men också veta den korrekta fortsättningen på sekvensen oavsett var bland decimalerna utmaningen börjar. Det är lite som att lära sig en bok utantill,  få ett par ord upplästa, för att sedan säga exakt vilka ord som kommer precis före och efter. De 10 000 decimalerna delas in i 2 000 block med 5 siffror i varje. Detta upprepas 50 gånger.
Under 2021 ställde Martin Nilsson upp i underhållningsprogrammet på TV4, Talang 2021. Efter en imponerande uppvisning av sina minneskunskaper valde David Batra i juryn, att trycka på "Golden Buzzer" som tog Martin Nilsson direkt till finalen.